# 李充 (東漢)

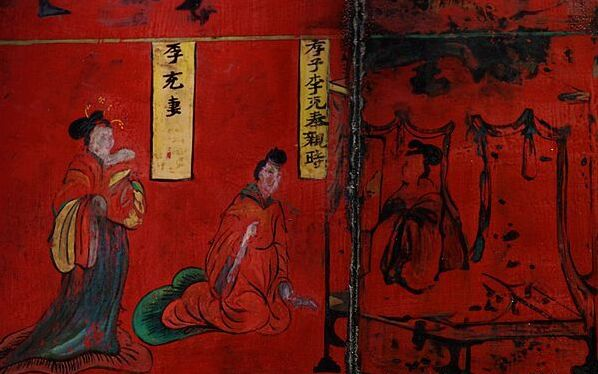
李充跪於其母面前，北魏漆畫。

李充（?—?），字大遜，陳留郡（今河南開封）人。东汉人物。

## 生平
家貧，兄弟六人衣服要輪流穿。因妻子有私房錢，想分家，李充在酒席上“便呵叱其婦，逐令出門，婦銜涕而去。”母親死後，李充行服墓次，有人盜挖其墓樹，李充將盜賊殺死。

## 延伸阅读
[在维基数据编辑]
 《後漢書/卷81》，出自范晔《後漢書》
 《東觀漢記》